# اوانز (جورجیا)
اوانز (به انگلیسی: Evans) یک منطقهٔ مسکونی در ایالات متحده آمریکا است که در شهرستان کلمبیا، جورجیا واقع شده‌است. اوانس گئورگی ۶۸٫۸ کیلومتر مربع مساحت و ۲۹٬۰۱۱ نفر جمعیت دارد و ۱۲۷ متر بالاتر از سطح دریا واقع شده‌است.